# I Say Yes
I Say Yes é o álbum de estreia da cantora norte-americana J Sutta. Foi lançado em 3 de março de 2017, através da gravadora independente Premier League Music.

## Singles
"Forever" foi lançada como primeiro single do álbum em 12 de março de 2016 e seu respectivo vídeo musical foi lançado em 21 de março de 2016.
"Distortion" foi lançada como segundo single em 23 de setembro de 2016. O vídeo musical foi lançado dois meses depois, em 4 de novembro de 2016. A canção atingiu o número um da parada norte-americana Dance Club Songs.

### Singlespromocionais e outras faixas
Duas canções foram disponibilizadas durante a pré-venda do disco, "BossBih" e "Power", sendo que ambas não fazem parte do alinhamento final de faixas. "Feel Like Making Love" teve um vídeo musical liberado em 16 de março de 2017.

## Alinhamento de faixas
O alinhamento de faixas foi revelado oficialmente em 19 de dezembro de 2016.
| N.º            | Título                                                  | Compositor(es)                                | Produtor(es)                      | Duração |  |
| 1.             | "Reign"                                                 | Rico Love                                     | Cid                               | 3:54    |  |
| 2.             | "Distortion"                                            | Jessica Sutta Keeley Burnford Will Rappaportt | The Code Danny Majic              | 3:14    |  |
| 3.             | "Universe"                                              | Sutta Burnford Rappaportt                     | Code Majic                        | 3:20    |  |
| 4.             | "Feel Like Making Love"                                 | Rico Love                                     | Code Majic                        | 3:21    |  |
| 5.             | "I Say Yes" (com participação de Rico Love)             | Rico Love                                     | Code                              | 4:03    |  |
| 6.             | "Forever"                                               | Sutta Will Peters                             | Code                              | 3:07    |  |
| 7.             | "Willing to Beg"                                        | Sutta Rico Love                               | Dave Audé                         | 3:47    |  |
| 8.             | "When a Girl Loves a Boy" (com participação de Pitbull) | Rico Love Armando Pérez                       | S-X D'Town Tha Great Majic        | 4:14    |  |
| 9.             | "Shame" (com participação de Liam Horne)                | Rico Love Liam Horne                          | Code Tha Great                    | 3:38    |  |
| 10.            | "Pushed Me"                                             | Sutta Rico Love                               | Code Tha Great                    | 3:49    |  |
| 11.            | "Can't Take No More" (com participação de Will Peters)  | Sutta Peters                                  | S-X El Bastardo Shawn Wasabi      | 3:02    |  |
| 12.            | "Inches Away"                                           | Rico Love                                     | Tha Great                         | 4:30    |  |
| 13.            | "Feel Nothing" (com participação de Hopsin)             | Scott Harris Madison Love Hopsin              | SoFly Nius                        | 3:32    |  |
| 14.            | "Special" (com participação de Fuse ODG)                | Sutta Burnford Rappaportt Fuse ODG            | S-X Diego Ave K-Z Geoffrey Earley | 3:26    |  |
| 15.            | "Sunday Island"                                         | Sutta Mams Taylor Zach Kennedy                | Majic                             | 3:36    |  |
| Duração total: | Duração total:                                          | Duração total:                                | Duração total:                    | 54:29   |  |